# Sötét vizeken (film, 2019)
A Sötét vizeken (eredeti cím: Dark Waters) 2019-ben bemutatott amerikai életrajzi-thriller, Todd Haynes rendezésével, valamint Mario Correa és Matthew Michael Carnahan forgatókönyvével. A főszereplők Mark Ruffalo, Anne Hathaway, Tim Robbins, Bill Camp, Victor Garber, Mare Winningham, William Jackson Harper és Bill Pullman.
Az Amerikai Egyesült Államokban 2019. november 22-én mutatták be, Magyarországon 2020. február 27-én, a Vertigo Media forgalmazásában.
A film általánosságban pozitív értékeléseket kapott a kritikusoktól, és világszerte több mint 23 millió dolláros bevételt tudott gyűjteni.

## Cselekmény
Rob Bilott (Mark Ruffalo) nagyvárosi vállalati védőügyvéd, aki olyan vegyipari vállalatokat védelmez, mint például a DuPont. Hamarosan felveszi a kapcsolatot Wilbur Tennant (Bill Camp) nyugat-virginiai mezőgazdasági termelővel, aki nemrég veszített el 190 tehenet. Azt állítja, a haláluk oka az, hogy a DuPont vegyi anyagokat dobott a Dry Run Creekbe, ahol az állatokat itatták. Bilott ismeri Tennant családját, mert ifjúkorában gyakran járt oda lovagolni. Úgy dönt, elutazik Nyugat-Virginiába, elsősorban azért, hogy meghallgassa Tennantet, miről beszél.
Megdöbbenve, amikor meglátja a farm grafikai bizonyítékait, Bilott végül elvállalja Tennant képviseletét. Ez azonban a cége egyik legnagyobb ügyfelét állítja magával szembe. Arra is kíváncsi, vajon a mérgezett víz valóban megölt-e ennyi tehenet. A nyomozása alatt kiderül, a DuPont az elmúlt 40 év során vegyszereket dobott a vízbe, és tudatosan mérgezte a helyi lakosokat is. Bilott megpróbálja leleplezni az igazságot, ám kollégái ellene fordulnak, és ez a jövőjét, a családját és saját életét is fenyegeti.

## Szereplők
| Szerep                 | Színész                | Magyar hang        |
| ---------------------- | ---------------------- | ------------------ |
| Robert Bilott          | Mark Ruffalo           | Rajkai Zoltán      |
| Sarah Barlage          | Anne Hathaway          | Bogdányi Titanilla |
| Tom Terp               | Tim Robbins            | Rátóti Zoltán      |
| Wilbur Tennant         | Bill Camp              | Faragó András      |
| Phil Donnelly          | Victor Garber          | Barbinek Péter     |
| Darlene Kiger          | Mare Winningham        | Bertalan Ágnes     |
| Kim Burke              | Bruce Cromer           | Epres Attila       |
| Harry Deitzler         | Bill Pullman           | Rosta Sándor       |
| James Ross             | William Jackson Harper | Szabó Máté         |
| Karla                  | Louisa Krause          | Bánfalvi Eszter    |
| Dr. Karen Frank hangja | Elizabeth Marvel       | Czifra Krisztina   |